# Артур Левінсон
Арту́р Д. Левінсо́н (народився 31 березня 1950 року в Сієтлі, штат Вашингтон, США), є головою Genentech (1999 по теперішній час) і головою корпорації Apple (2011 по теперішній час). Він є колишнім виконавчим директором Genentech (1995–2009), а також є членом Науково-дослідної ради компанії Genentech, яка слугує консультативною групою для компаній щодо своїх досліджень і ранніх проектів.
Левінсон є також членом ради директорів F. Hoffmann-La Roche ТОВ NGM Biopharmaceuticals, Inc, Amyris біотехнології, Inc та Broad Institute з MIT у Гарварді. В даний час він є членом ради наукових консультантів Memorial Sloan-Kettering Cancer Center, промислової Консультативної ради Каліфорнійського інституту біологічних наук Кількісні (QB3), Консультативної ради з Принстонського університету Відділ молекулярної біології та Консультативної ради з Льюїса Сиглер Інституту інтегративної геноміки.

## Освіта
Він здобув ступінь бакалавра в Університеті штату Вашингтон у Сієтлі в 1972 році і ступінь доктора філософії в галузі біохімії у Принстонському університеті в 1977 році.

## Кар'єра
Левінсон приєднався до Genentech в 1980 році як науковець; став віцепрезидентом з досліджень технологій в 1989 році, віцепрезидентом з досліджень в 1990 році, старшим віцепрезидентом з досліджень в 1992 році, а також старшим віцепрезидентом з досліджень та розвитку в 1993 році.
У 1995 році Левінсон став головним виконавчим директором Genentech, а в 1999 році — призначений головою. Левінсон був введений в Зал слави біотехнології Biotech в 2003 році на нараді генеральних директорів.
У 2006 році в Принстонському університеті нагороджений медаллю Левінсон Джеймс Медісон за видатну кар'єру в наукових дослідженнях і в біотехнології.
Левінсон є автором і співавтором понад 80 наукових статей та як винахідник отримав 11 патентів США.
На 15 листопада 2011 Левінсон був призначений головою правління корпорації Apple щоб замінити Стіва Джобса.